# Hàng không năm 1959
Đây là danh sách các sự kiện hàng không nổi bật xảy ra trong năm 1959:

## Sự kiện
- Bộ Hải quân Hoa Kỳ thành lập Cục Vũ khí hải quân trên cơ sở sáp nhập Cục Hàng không và Cục Vũ khí.[1]

## Chuyến bay đầu tiên

### Tháng 1
- 8 tháng 1 - Armstrong Whitworth AW.650 Argosy G-AOZZ
- 20 tháng 1 - Vickers Vanguard G-AOYW

### Tháng 2
- 3 tháng 2 - Agusta-Bell AB.102
- 28 tháng 2 - Aérospatiale Alouette III

### Tháng 3
- 12 tháng 3 - Aero Boero AB-95

### Tháng 4
- 5 tháng 4 - Aero L-29 Delfin

### Tháng 5
- 4 tháng 5 - Pilatus PC-6

### Tháng 6
- 8 tháng 6 - North American X-15 (thả từ máy bay mẹ)
- 17 tháng 6 - Dassault Mirage IV

### Tháng 7
- 14 tháng 7 - Sukhoi T-431, nguyên mẫu của Sukhoi Su-9

### Tháng 9
- 17 tháng 8 - North American X-15 (cất cánh bằng động cơ được trang bị)

### Tháng 10
- Agusta A.103
- 27 tháng 10 - Myasishchev M-50

### Tháng 11
- 23 tháng 11 - Boeing 720

### Tháng 12
- 13 tháng 12 - Aviamilano Scricciolo I-MAGY

## Bắt đầu hoạt động
Tháng 3
- 26 tháng 3 - Breguet Alizé trong Aéronavale.

Tháng 4
- 20 tháng 4 - Ilyushin Il-18 trong Aeroflot.

Tháng 5
- F-106 Delta Dart trong Phi đội tiêm kích đánh chặn 498 USAF tại Geiger Field.

Tháng 6
- 12 tháng 6 - C-130 Hercules trong Không đoàn Vận chuyển quân sự 463 USAF.

Tháng 7
- de Havilland Sea Vixen trong Binh chủng không quân thuộc Hải quân Hoàng gia Anh.
- 22 tháng 7 - Sud-Aviation Caravelle trong Air France.
- 22 tháng 7 - Antonov An-10 trong Aeroflot.

Tháng 9
- 18 tháng 9 - Douglas DC-8 trong Delta Air Lines và United Air Lines.

Tháng 12
- Tên đầu đạn hạt nhân GAM-77 Hound Dog trang bị trên những chiếc B-52 Stratofortress thuộc Bộ tư lệnh chiến lược Không quân Hoa Kỳ.